# فرناندو جيسوس
فرناندو جيسوس (بالبرتغالية: Fernando Jesus‏) (2 فبراير 1897 بلشبونة في البرتغال - ) هو لاعب كرة قدم برتغالي في مركز الهجوم. شارك مع منتخب البرتغال لكرة القدم. أما مع النوادي، فقد لعب مع نادي بنفيكا.

## وصلات خارجية
- فرناندو جيسوس على موقع قاعدة بيانات كرة القدم.إي يو (الإنجليزية)
- فرناندو جيسوس على موقع عالم كرة القدم.نت (الإنجليزية)